# Anne Murray

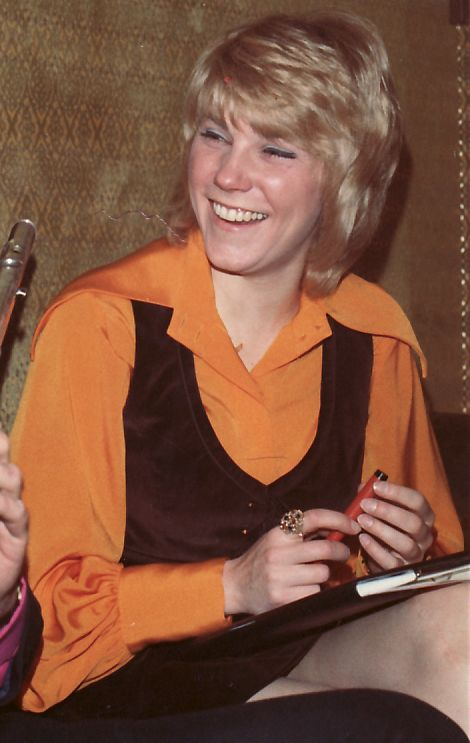
Anne Murray in de jaren zeventig

Anne Murray (Springhill, Nova Scotia, 20 juni 1945) is een Canadese zangeres. Ze groeide op met vijf broers en begon als sportlerares. Ze is bekend om haar altstem en zeer brede repertoire dat veel mensen aanspreekt. Samen met Leonard Cohen, Neil Young en Gordon Lightfoot behoort zij tot de bekendste zangers van Canadese origine. En, anders dan vele nu internationaal bekende Canadese zangers, is zij in Canada blijven wonen. Ze woont in Toronto, maar brengt de zomer door in Nova Scotia.

## Biografie
Murray was de eerste Canadese zangeres die de nummer 1-notering in de Amerikaanse hitlijsten bereikte. Ze wordt genoemd als de baanbreker voor andere Canadese artiesten die internationaal beroemd zijn geworden, zoals Céline Dion, Sarah McLachlan en Shania Twain. Tot dusverre zijn er wereldwijd meer dan 54 miljoen exemplaren van haar albums verkocht. Zij is de succesvolste vrouwelijke "cross-over" artiest in de muziekgeschiedenis. Ook is zij een van de succesvolste artiesten ooit die albums met kerstliedjes hebben uitgebracht. Haar album Christmas Wishes is een van de vijf bestverkochte albums van dat genre, gezongen door vrouwen. Van haar single A Little Good News zijn meer dan 12 miljoen exemplaren verkocht.
Murray heeft meegewerkt aan tal van televisieprogramma's in de VS en in Canada. Zij is populair met haar kinderliedjes, met haar pop- en countryliedjes, bij jong en oud. Haar muziek wordt gespeeld bij ballroomdansen en bij trouwerijen. Ze zingt christelijke muziek, en easy listening. Ondanks haar brede repertoire wordt ze vaak als countryzangeres gekenmerkt. In Canada heeft ze bijnamen als The Lady of de Singing Sweetheart of Canada.
Haar eerste hit was in 1970, Snowbird (zoals ook andere van haar liedjes gekarakteriseerd als zowel pop als country). In de jaren zeventig en tot halverwege de jaren tachtig had ze vele hits. Elf van haar nummers eindigden op de eerste plaats in de Noord-Amerikaanse hitparade. Zelfs tot in 2005 heeft ze nog liedjes in de US Billboard gehad. Haar bijdragen waren ook te horen in de tv-series Ellen en The Sopranos, de film Urban Cowboy en de film Convoy.
Ze trouwde met haar producer Bill Langstroth in de jaren zeventig en kreeg twee kinderen, Dawn en William. Ze was goed bevriend met Dusty Springfield. Ze heeft succes met haar uitgeversbedrijf en speelt golf. In 1999 produceerde ze nog haar bestverkochte album in twintig jaar, What a Wonderful World.
Ze heeft in Canada meerdere onderscheidingen gekregen voor haar werk. Ze kreeg een ster in het trottoir van de Hollywood Walk of Fame (1980), verdiende vier Grammy Awards en enige countrymuziekonderscheidingen, waaronder een opname in de Canadian Country Music Hall of Fame in 2002.

## Studioalbums (selectie)
- What About Me (1968)
- This Way Is My Way (1969)
- Honey, Wheat & Laughter (1970)
- Straight, Clean & Simple (1971)
- Talk It Over In The Morning (1971)
- Glen Campbell & Anne Murray (1971)
- Annie (1972)
- Danny's Song (1973)
- Love Song (1974)
- Highly Prized Possession (1974)
- Together (1975)
- Keeping In Touch (1976)
- There's A Hippo In My Tub (1977)
- Let's Keep It That Way (1978)
- New Kind Of Feeling (1979)
- I'll Always Love You (1979)
- Somebody's Waiting (1980)
- Where Do You Go when You Dream (1981)
- Christmas Wishes (1981)
- The Hottest Night Of The Year (1982)
- A Little Good News (1983)
- Heart Over Mind (1984)
- Something To Talk About (1986)
- Harmony (1987)
- As I Am (1988)
- You Will (1990)
- Yes I Do (1991)
- Croonin' (1993)
- Anne Murray (1996)
- What A Wonderful World (1999)
- What A Wonderful Christmas (2001)
- Country Croonin'  (2002)
- I'll Be Seeing You (2004)
- Duets: Friends & Legends (2007)
- Anne Murray's Christmas Album (2008)

## Grammy Awards
- Best Country Vocal Performance - Female (1974 voor Love Song)
- Best Pop Vocal Female (1978 voor You Needed Me)
- Best Country Vocal Performance - Female (1980 voor Could I Have This Dance)
- Best Country Vocal Performance - Female (1983 voor A Little Good News)

### NPO Radio 2 Top 2000
| Nummer met noteringen in de NPO Radio 2 Top 2000 | '99 | '00 | '01  | '02  | '03  | '04 | '05 | '06 | '07 | '08 | '09 | '10  |
| ------------------------------------------------ | --- | --- | ---- | ---- | ---- | --- | --- | --- | --- | --- | --- | ---- |
| You needed me                                    | 633 | -   | 1035 | 1039 | 1117 | 942 | 909 | 878 | 588 | 795 | -   | 1579 |

1. ↑  Een '-' betekent dat het nummer niet was genoteerd en een vetgedrukt getal geeft de hoogste notering aan.
2. ↑  Deze tabel is bijgewerkt tot en met de laatste editie (2024).